# Carlos Contreras Elizondo
Carlos Contreras Elizondo (Aguascalientes, 16 de marzo de 1892 - Ciudad de México, 1970) fue un arquitecto mexicano, hijo del escultor Jesús F. Contreras y Carmen Elizondo, quien se dedicó al diseño urbano en México.

## Biografía
Carlos Contreras Elizondo (1892-1970), arquitecto y urbanista, realizó estudios superiores entre 1913 y 1921 en la Columbia University de Nueva York, ciudad donde residía. A su regreso a México se dedicó a promover la planificación del país con énfasis en la Ciudad de México, lo que coincide con el interés de algunos arquitectos mexicanos y los gobiernos posrevolucionarios, en impulsar un programa de desarrollo ordenado del país.
Destaca su labor como presidente de la Asociación Nacional para la Planificación de la República Mexicana (ANPRM) creada en 1927, mediante la cual organizó exposiciones, coordinó congresos, redactó leyes, preparó planos reguladores. Contreras proyectó varios planos reguladores de localidades del interior de la República, entre otros el de Monterrey (1927), el de Veracruz (1929) y el de Acapulco (1929); pero su aportación al urbanismo nacional fue El Plano Regulador del Distrito Federal 1933, donde registra una serie de propuestas para la planificación de esa entidad. El plano regulador fue el instrumento que le permitiría controlar un desarrollo ordenado y establecer un programa de previsión a largo plazo. En palabras del urbanista ese plano regulador expresaba “en forma gráfica, en forma de ley, el desarrollo ordenado y armonioso que habría de seguir una ciudad de México, de acuerdo con su topografía, su clima su vida funcional, social y económica, de acuerdo con su historia y su tradición y de acuerdo con todas sus necesidades presentes y futuras.” En resumen, el arquitecto Contreras diseñó un instrumento completo, en el que desarrolló un  proyecto de ciudad de acuerdo con estas categorías: población, zonificación, sistema circulatorio y medios de transporte, sistema de parques (jardines, campos de juego, estadios, reservas forestales, vías-parques, etc.) servicios municipales, casa-habitación, recreación, arquitectura, financiamiento y legislación. El sistema que proponía, en sus palabras, “iba a ser uno de los más completos, más eficientes y más bellos de mundo”.
También desarrolló la planeación de la República mexicana, un vasto estudio con la finalidad de elaborar el Plan Nacional México, “que coordinara y regulara el desarrollo ordenado y armónico del país, formulado dentro de un programa de gobierno”. Su Plan se convirtió en la Ley General de Planeación de la República Mexicana, promulgada el 12 en junio de 1930, antecedente del Plan Sexenal.
Los tiempos políticos no permitieron que se concretara del todo el plano regulador, pero en cuanto a la traza y la vialidad hubo grandes avances, que fueron concretados en el espacio urbano, tales como la definición y delimitación de la traza antigua, los ejes viales, el llamado circuito interior y el periférico.

## Planos reguladores
- Monterrey, Nuevo León en 1927.
- Veracruz, Veracruz en 1929.
- Acapulco, Guerrero en 1929.
- Ciudad de México, Distrito Federal en 1933.
- Aguascalientes, Aguascalientes en 1949 (Plano Regulador de la Ciudad de Aguascalientes)[1]

## Distinciones
Representó a México en varios foros de arquitectura en el mundo, entre ellos, varios de la Federación Internacional de Habitación y Planificación (1928, 1935, 1938 –organizada en México-).

## Publicaciones
- Contreras, Carlos (s.f). La planificación de la ciudad de México. 1918-1938, XVI Congreso Internacional de la Planificación y de la Habitación. S/l: s/e.
- Contreras, Carlos (s.f.). Plano Regulador del Distrito Federal-1933. Ciudad de México: Talleres Linotipográficos de la Penitenciaría del D.F.